# Pediculus mjobergi
Pediculus mjobergi är en insektsart som beskrevs av Ferris 1916. Pediculus mjobergi ingår i släktet Pediculus och familjen människolöss. Inga underarter finns listade i Catalogue of Life.